# Kilbourne (Luizjana)
Kilbourne – wieś w Stanach Zjednoczonych, w stanie Luizjana, w parafii West Carroll.